# Sung muối
Sung muối là sản phẩm  từ quả sung (danh pháp khoa học: Ficus racemosa) cùng với một số nguyên liệu khác như ớt, tỏi, riềng...

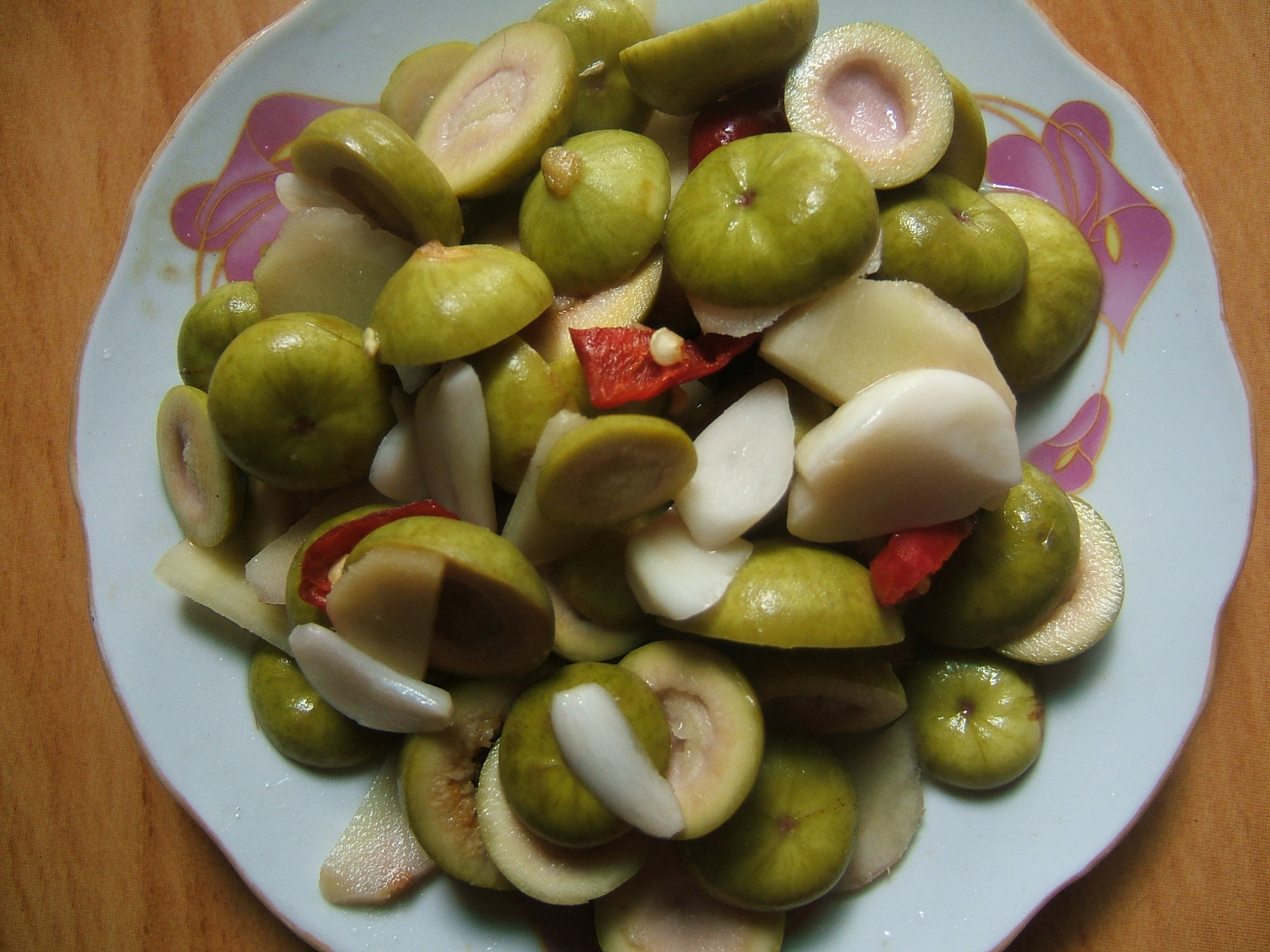
Một đĩa sung muối

Sung muối  là sản phẩm ẩm thực đặc trưng của Việt Nam.
Sung muối có thể được chế biến theo phương pháp muối xổi hoặc muối chua. Thông thường sử dụng sung nếp.

## Sung muối xổi
Thái mỏng quả sung nhưng không nên mỏng quá để khi ăn sung vẫn giữ độ giòn. Sung thái xong cho ngay vào bát nước pha dấm và muối để sung ra bớt nhựa và đỡ thâm. Vớt ra, cho lượng thích hợp đường, bột canh, nước mắm, trộn thêm các gia vị khác như lá chanh thái sợi, rau mùi thái nhỏ, tỏi và ớt băm nhỏ, riềng thái mỏng, gừng, xả băm nhỏ...

## Sung muối chua
Sung bỏ cuống, ể cả quả hoặc bổ đôi, ngâm vào nước muối pha loãng cho hết nhựa và bớt thâm, rửa sạch và để thật ráo nước. Xếp sung vào hũ, xen kẽ tỏi, ớt, riềng đã thái mỏng. Đổ ngập với nước muối đường đun sôi để nguội,  dùng vật nặng chèn xuống. Sung muối ăn được là khi chuyển sang màu vàng úa.